# Helictotrichon pruinosum
Helictotrichon pruinosum är en gräsart som först beskrevs av Jules Aimé Battandier och Louis Charles Trabut, och fick sitt nu gällande namn av Johannes Jan Theodoor Henrard. Helictotrichon pruinosum ingår i släktet Helictotrichon och familjen gräs. Inga underarter finns listade i Catalogue of Life.